# Saul Raisin
Saul Raisin (Dalton (Georgia), 6 januari 1983) is een voormalig Amerikaans wielrenner.

## Carrière
Raisin reed sinds 2005 voor Crédit Agricole. Daarvoor reed hij een jaar voor het Espoirs-team van datzelfde Crédit Agricole.
Hij fietste zich voor het eerst voor een groot publiek in beeld tijdens het WK Wielrennen in Madrid (2005) toen hij meer dan 210 km op kop van de wedstrijd reed totdat hij op 50 km voor de finish werd teruggerekend. Ook het seizoen 2006 begon uitstekend met een ritoverwinning in een bergetappe in de Ronde van Langkawi en een 11e plek in het eindklassement van dezelfde ronde.
Op 4 april 2006 belandde hij na een zware valpartij in het Franse Saint-Mars-la-Jaille tijdens de eerste rit van de Omloop van de Sarthe in het ziekenhuis van Angers. Men stelde vast dat hij breuken aan het hoofd en het sleutelbeen had. Het is zeker dat zijn helm zijn leven redde. Vanaf 6 april 2006 lag hij in coma, waar hij op 13 april weer uit ontwaakte. In 2007 moest hij gedwongen zijn racefiets aan de wilgen hangen. De jonge Amerikaan (24) wordt door diverse doktoren afgeraden zijn comeback te maken, hoewel herstel na een zware valpartij voorspoedig verliep.

## Belangrijkste overwinningen
2006
- 3e etappe Ronde van Langkawi

## Resultaten in voornaamste wedstrijden
| Jaar | Ronde van Lombardije |  | Wereldranglijsten |
| ---- | -------------------- |  | ----------------- |
| 2005 | 52e                  |  | 140e (UPT)        |